# Secteur pastoral de La Forêt-Montgeron
Le secteur de Montgeron est une circonscription administrative de l'église catholique de France, subdivision du diocèse d'Évry-Corbeil-Essonnes.

## Histoire
Le synode diocésain de 1987 a modifié le statut du doyenné en secteur pastoral.

## Organisation
Le secteur pastoral de Montgeron est rattaché au diocèse d'Évry-Corbeil-Essonnes, à l'archidiocèse de Paris et à la province ecclésiastique de Paris. Il est situé dans le vicariat Nord-Est et la zone urbaine du diocèse.

### Paroisses suffragantes
Le secteur de Montgeron regroupe les paroisses des communes de:
- Crosne,
- Montgeron (deux paroisses),
- Yerres (deux paroisses).

### Prêtres responsables
| Période                                  | Période  | Identité       | Fonction précédente | Observation |
| ---------------------------------------- | -------- | -------------- | ------------------- | ----------- |
| ?                                        | en cours | Guy de Lachaux |                     | -           |
| Les données manquantes sont à compléter. |          |                |                     |             |

## Patrimoine religieux remarquable
- Église Notre-Dame-de-l'Assomption à Crosne ;
- Abbaye Notre-Dame à Yerres.

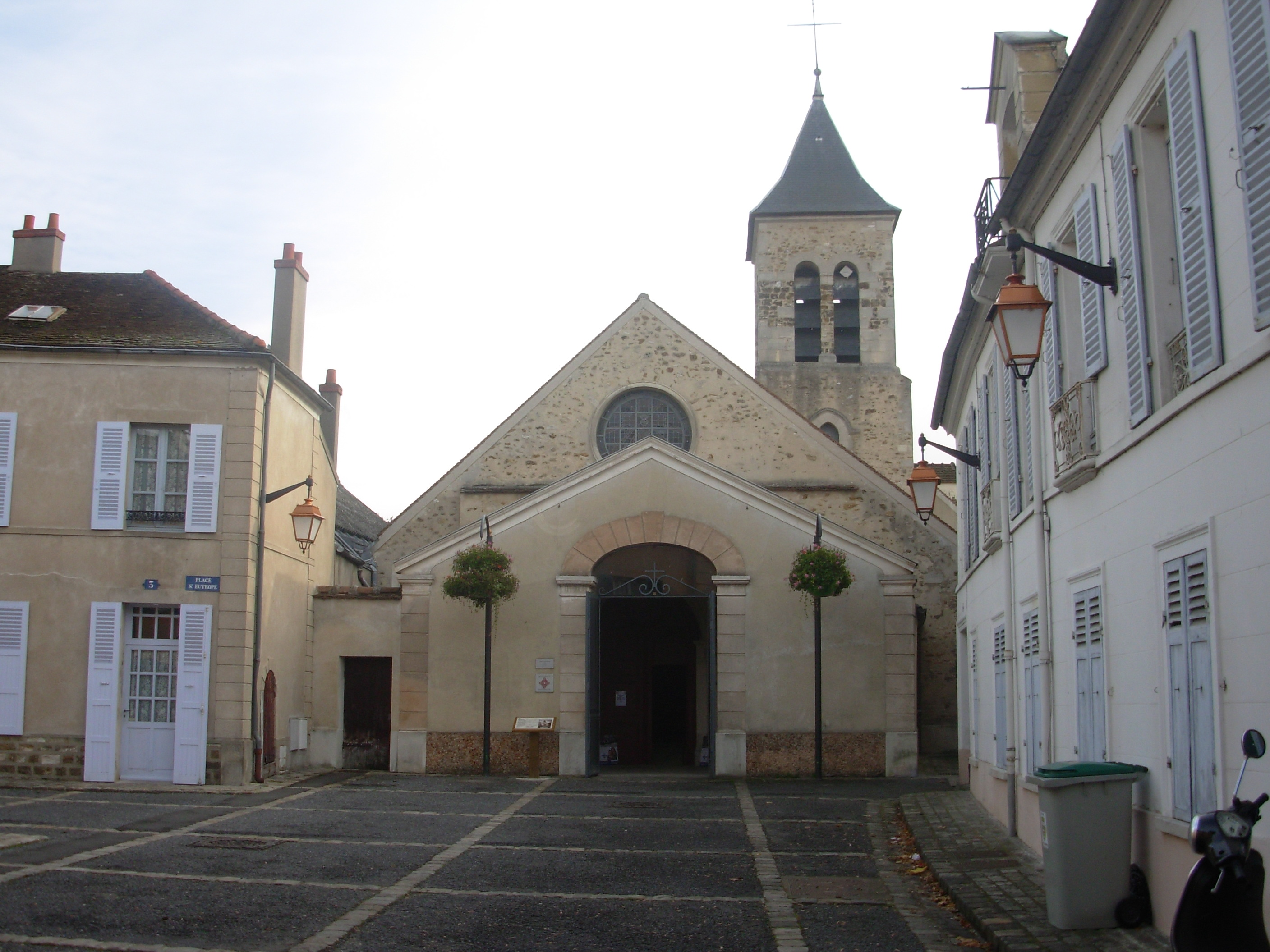
L'église Notre-Dame-de-l'Assomption de Crosne.

## Pour approfondir

## Sources
1. ↑  « Carte du découpage en secteurs sur le site du diocèse. »(Archive.org • Wikiwix • Archive.is • Google • Que faire ?) Consulté le 10/08/2010.